# 明稽章
明稽章（法語：Philippe-François-Zéphirin Guillemin；1814年3月16日—1886年4月5日）是天主教法國籍主教及巴黎外方傳教會會士。曾任兩廣宗座代牧區宗座代牧（1853年-1875年）及广东宗座代牧区宗座代牧（1875年-1886年）。

## 生平
明稽章出生于1814年3月16日，在法蘭西第一帝國杜省的市鎮维亚方。1839年9月8日，明稽章於25歲晉鐸。1848年，他在33歲時加入巴黎外方傳教會會士，並赴中國广东传教。其間，他在英屬香港设立圣方济各沙勿略修院。
1853年11月16日，明稽章在39歲時獲時任教宗庇護九世任命為兩廣宗座代牧區宗座代牧，1856年8月8日起領銜土耳其西比斯特拉教區主教。1857年1月25日，由教宗庇護九世主禮晉牧。
1856年，明主教上任後不久發生廣西西林教案，繼而引發英法聯軍之役。1858年清朝與法英雙方簽訂《天津條約》後，於1861年1月25日明稽章主教與兩廣總督勞崇光簽訂合約，將兩廣總督行署基址，永租給宗座代牧區在此興建石室耶穌聖心主教座堂。1875年8月6日聖座頒發通諭，宣佈將兩廣宗座代牧區一分為二，分別成立廣東宗座代牧區及廣西宗座監牧區，明稽章主教留任成為首任廣東宗座代牧。
明稽章主教任內於1866年主禮晉牧伯納德·佩蒂讓為日本宗座代牧。1879年，明主教返回法国。1886年4月5日，明稽章主教在法蘭西第三共和國東部杜省的市鎮貝桑松去世，享年72岁。